# Paul Stanley (album)
Pour les articles homonymes, voir Paul Stanley.
Albums de Paul Stanley / Kiss
Peter Criss
(1978) Dynasty
(1979)
Paul Stanley est le premier album solo de Paul Stanley du groupe américain Kiss. Il s'agit de l'un des quatre albums solo publié par les membres de Kiss, tous sortis le 18 septembre 1978. Les autres albums réalisés par les membres de Kiss sont Gene Simmons, Ace Frehley et Peter Criss.

## Liste des titres
| No  | Titre                          | Auteur                   | Durée |
| --- | ------------------------------ | ------------------------ | ----- |
| A1. | Tonight You Belong to Me       | Paul Stanley             | 4:39  |
| A2. | Move On                        | Paul Stanley, Mikel Japp | 3:07  |
| A3. | Ain't Quite Right              | Paul Stanley, Mikel Japp | 3:34  |
| A4. | Wouldn't You Like To Know Me   | Paul Stanley             | 3:16  |
| A5. | Take Me Away (Together as One) | Paul Stanley, Mikel Japp | 5:26  |
| B1. | It's All Right                 | Paul Stanley             | 3:31  |
| B2. | Hold Me, Touch Me              | Paul Stanley             | 3:40  |
| B3. | Love in Chains                 | Paul Stanley             | 3:34  |
| B4. | Goodbye                        | Paul Stanley             | 4:09  |

## Composition du groupe
- Carmine Appice - batterie (piste 5)
- Steve Buslowe - basse (pistes 1,2,3,4 & 5)
- Peppy Castro - chœurs (pistes 3 & 7)
- Richie Fontana - batterie (pistes 1,2,3 & 4)
- Diana Grasselli - chœurs (piste 2)
- Doug (Gling) Katsaros - piano (piste 7), chœurs (piste 7)
- Craig Krampf - batterie (pistes 6,7,8 & 9)
- Bob Kulick - guitare solo
- Steve Lacey - guitare électrique (piste 8)
- Eric Nelson - basse (pistes 6,7,8 & 9)
- Paul Stanley - chants, guitare (électrique & acoustique) & toutes les guitares (piste 7)
- Miriam Naomi Valle - chœurs (piste 2)
- Maria Vidal - chœurs (piste 2)

## Charts
| Pays       | Chart                 | Meilleure position | Réf   |
| ---------- | --------------------- | ------------------ | ----- |
| États-Unis | Billboard 200         | 40                 | [ 2 ] |
| Canada     | Canadian Albums Chart | 43                 | [ 3 ] |
| Japon      | Oricon                | 18                 | [ 3 ] |